# 2005年勁歌金曲優秀選第一回得獎名單
2005勁歌金曲優秀選第一回於2005年5月7日晚上在將軍澳工業邨電視廣播城舉行，由崔建邦主持，並由無綫電視之翡翠台作現場直播。全晚頒發十二首得獎歌曲。

## 得獎名單

### 優秀選得獎歌曲（按頒發次序排序）
- 希望 - 陳慧琳
- 如無意外 - 何韻詩
- Blessing - 張敬軒
- 小黑與我 - 薛凱琪
- 我們仨 - 梁靖琪
- 自導自戀 - 方力申
- 佳節 - 李克勤
- 明日恩典 - 容祖兒
- 浪漫時代 - 吳浩康
- 冬令時間 - Twins
- 勁歌金曲 - 古巨基
- 長信不如短訊 - 楊千嬅

### 最受歡迎華語歌曲獎
- Forever Love - 王力宏

### 最受歡迎廣告歌曲獎
- Chihuahua - 容祖兒

### 新星試打三屆台主
- 姿色份子 - 謝安琪